# Анатолс Дінбергс
Анатолс Дінбергс (лат. Anatols Dinbergs; 3 березня 1911, Рига — 9 листопада 1993, Вашингтон) — латвійський дипломат. Повноважний представник та голова посольства Латвійської Республіки у Сполучених Штатах Америки та голова дипломатичної та консульської служб Латвійської Республіки (1970—1991). Постійний представник Латвії при Організації Об'єднаних Націй. (1991). Надзвичайний і Повноважний Посол Латвії у США (1991—1993).

## Життєпис
Народився 3 березня 1911 року в Ризі. У 1931 році закінчив Ризький фінансовий інститут. У 1937 році економічний та юридичний факультети Латвійського університету.
З 1932 року на дипломатичній роботі стажером у Міністерстві закордонних справ Латвії.
У 1933—1934 рр. — позаштатний діловод Почесного консульства Латвії в Лодзі.
У 1934—1935 рр. — Кореспондент Західного відділу і Юридичного відділу.
З червня 1937 року — помічник секретаря консульства Латвії в Нью-Йорку, з вересня — аташе.
Після окупації країн Балтії Радянським Союзом, рішенням посла Латвії у Вашингтоні А. Білманіса у вересні 1940 року був призначений віце-консулом, який виконував обов'язки консула. Після ліквідації консульства у Нью-Йорку в січні 1941 року його переведено на посаду аташе посольства у Вашингтоні, був тимчасовим посланцем (1948—1949), а з червня 1949 року — 1-м секретарем посольства. Крім роботи в посольстві, він вивчав політологію в Джорджтаунському університеті у Вашингтоні (1943—1946), де в 1953 році здобув ступінь доктора політичних наук за дисертацію (1940—1941). Радник посольства з листопада 1954.
У 1970—1991 рр. — був уповноваженим діловодом Латвії та головою посольства Латвії у США, а також керівником дипломатичної та консульської служби усієї Латвійської Республіки у західному світі. Призначав представників Латвії в Англії, Австралії, Франції, Канаді та Німеччині.
У 1991 році — був Постійний представник Латвії при Організації Об'єднаних Націй.
У 1991—1992 рр. — Надзвичайний і Повноважний Посол Латвії у США.
Помер 9 листопада 1993 року у Вашингтоні.